# 慎重武力行动
慎重武力行动（英語：Operation Deliberate Force）是1995年北约针对波士尼亞與赫塞哥維納地区所进行的轰炸行动的任务代号。在波斯尼亚战争期间，塞族共和国军威胁并攻击联合国认定的“安全区”，因此北约对塞族军队进行持续轰炸，旨在削弱其军事能力。此行动持续时间为1995年8月30日至9月20日，参与国家共有15个，出动了400架战机和5000名士兵。行动指挥官为美国海军四星上将小莱顿·史密斯。

## 背景
1993年6月4日，联合国安理会通过了第836号决议，授权联合国保护部队（UNPROFOR）动用武力保护特别设定的安全区。随后的6月15日，北约和西欧联盟展开了犀利后卫行动，对亚得里亚海进行了海上封锁。
1994年2月9日，应联合国安理会要求，北大西洋公约组织授权了美国海军四星上将迈克尔·布尔达，对萨拉热窝城内外的炮位和迫击炮进行空袭。
1994年3月12日，UNPROFOR首次向北约请求空中支援，但未获得近距离的支援。1994年4月11日，UNPROFOR请求空袭以保护戈拉日代安全区，导致4月14日150名联合国工作人员被劫为人质。同年9月22日，北约战机应UNPROFOR请求，对波斯尼亚塞族的坦克进行了空袭。
由于越界和炮击安全区，1995年5月25日和26日，北约对塞族在帕莱的弹药工厂进行了空袭。370名驻波斯尼亚维和部队人员被抓为人质，随后被用作人质保护潜在的空袭目标。
1995年7月11日，北约战机在联合国指挥下，对斯雷布雷尼察地区的识别目标进行了空袭。这是对塞族军队侵犯联合国划定的斯雷布雷尼察安全区的回应。
根据北大西洋公约组织的计划和部署，这些行动直接导致了1995年8月28日的第二次马尔卡雷大屠杀。

## 外部連結
- "Operation Deliberate Force," Globalsecurity.org.（页面存档备份，存于）
- "Aircraft Carrier USS America Replaces USS Roosevelt in Adriatic," 12 September 1995, CNN.（页面存档备份，存于）
- "Louder Than Words," TIME magazine, September 11, 1995.（页面存档备份，存于）
- "If U.S. Force Is Needed In Bosnia," by Michael Johns, The Christian Science Monitor, 25 February 1994.（页面存档备份，存于）